# Illustre Confrérie de Notre-Dame

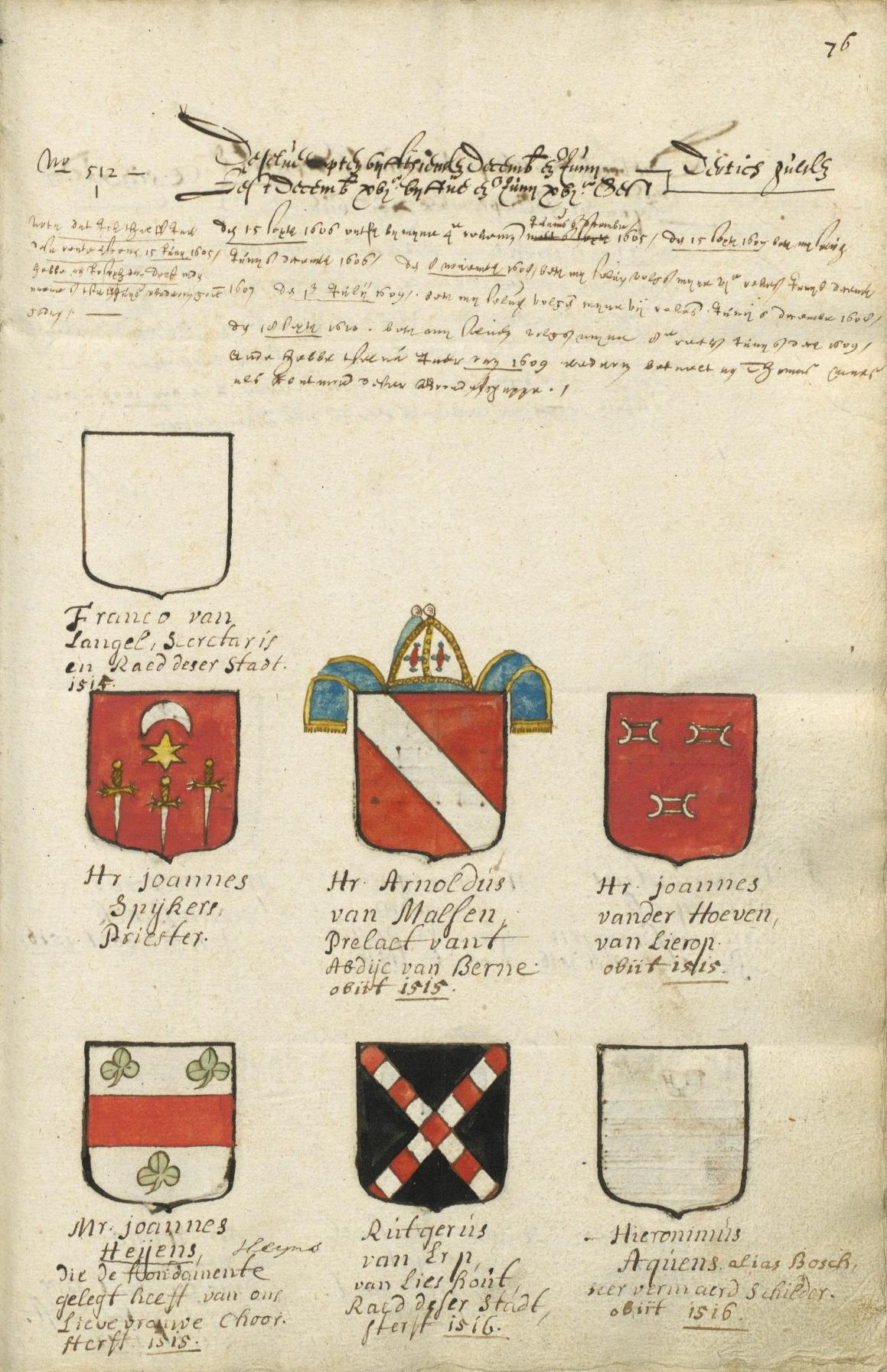
Page de l'armorial de la Confrérie des Frères des cygnes.

L'Illustre Confrérie de Notre-Dame (en néerlandais : Illustre Lieve Vrouwe Broederschap) est une société œcuménique de Bois-le-Duc, fondée en 1318 pour honorer Marie.  La Confrérie, engagée dans la promotion de la communion chrétienne de ses membres et la préservation de son riche patrimoine historique, a son siège à la Maison des Frères des cygnes (le Zwanenbroedershuis), qui sert également de musée.

## Historique de la Confrérie

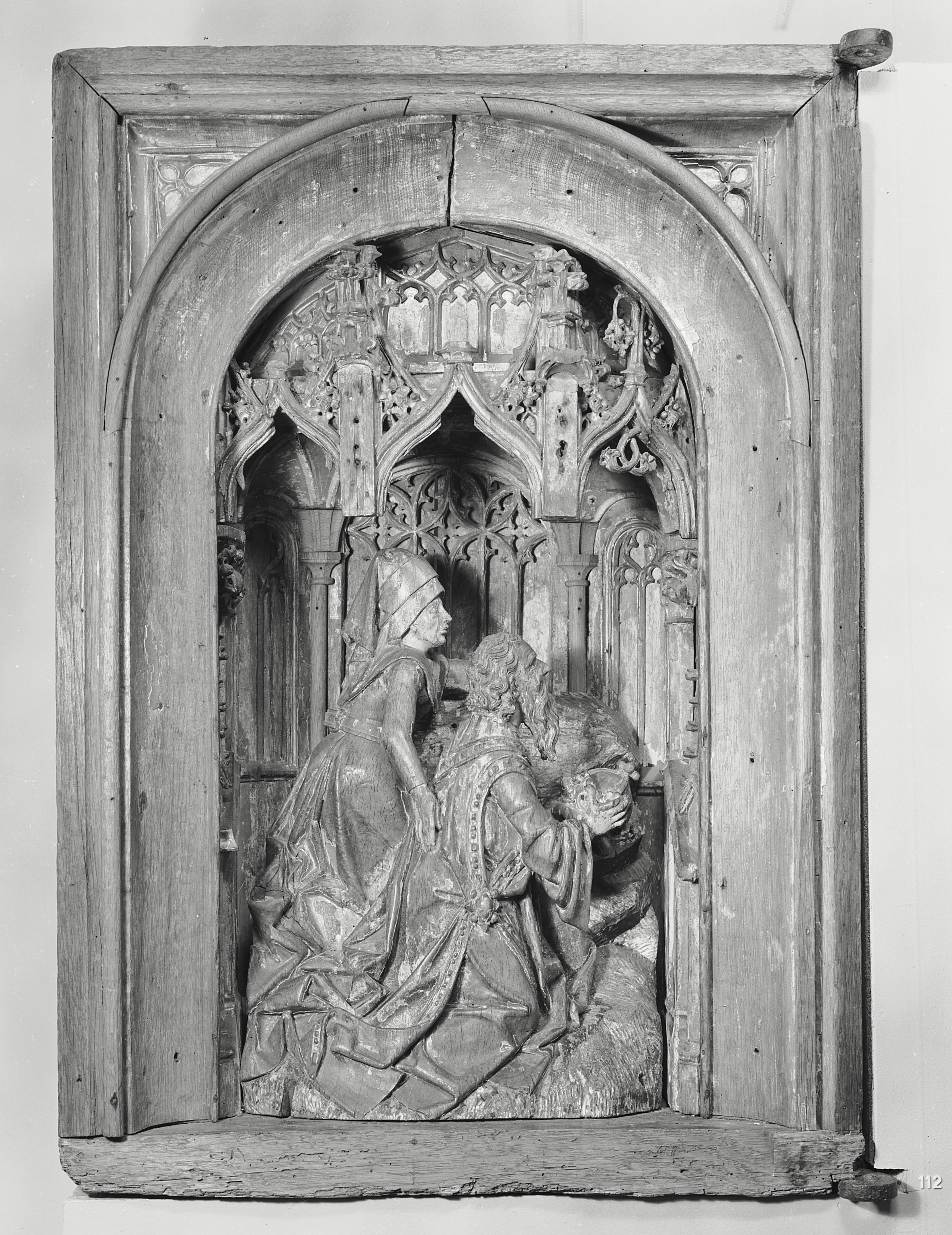
L'Empereur Auguste et la sibylle tiburtine, un des deux fragments du retable sculpté (1477) d'Adriaen van Wesel, conservés à la Maison des Frères des cygnes à Bois-le-Duc.

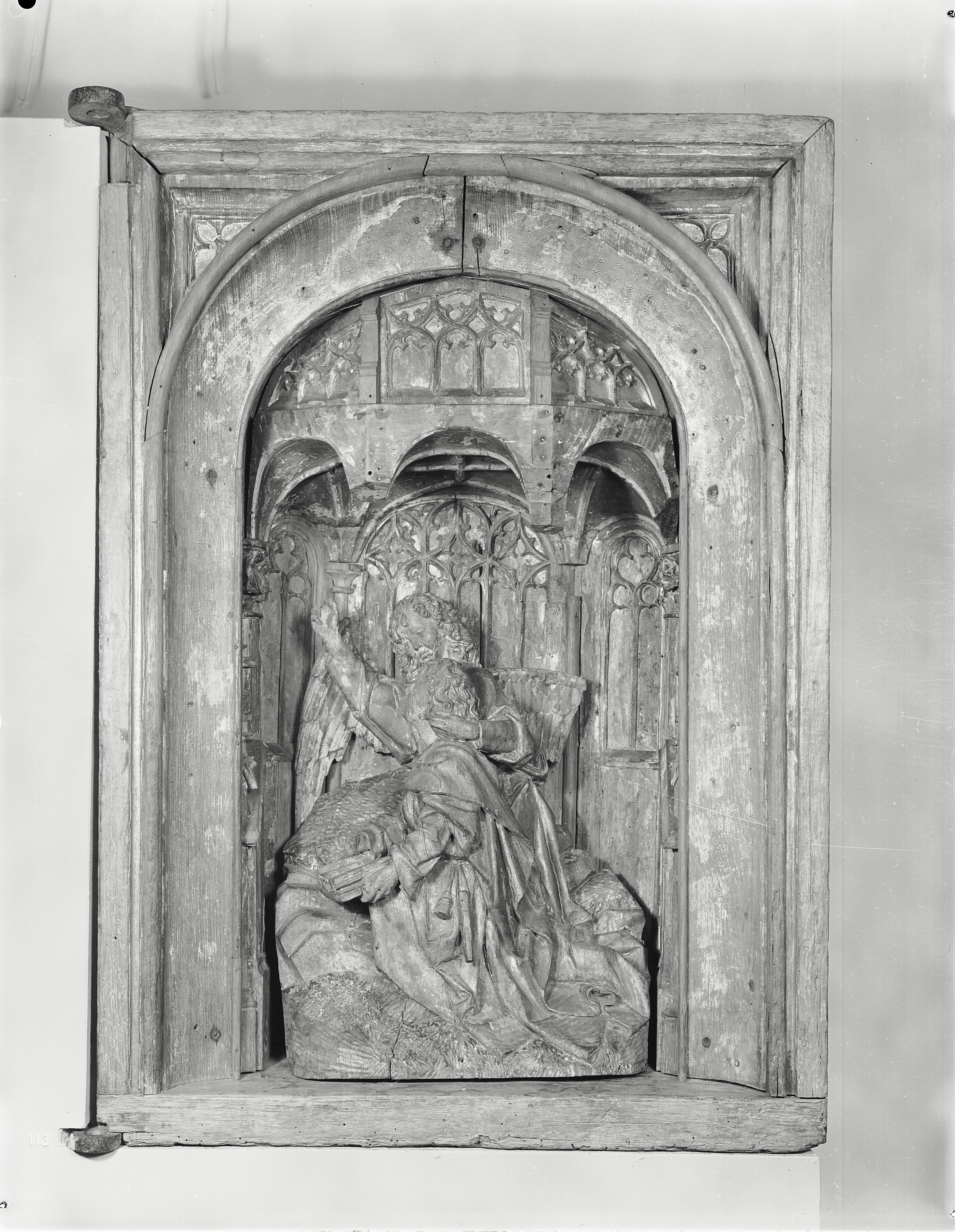
Saint Jean l'Évangéliste à Patmos, un des deux fragments du retable sculpté (1477) d'Adriaen van Wesel, conservés à la Maison des Frères des cygnes à Bois-le-Duc.

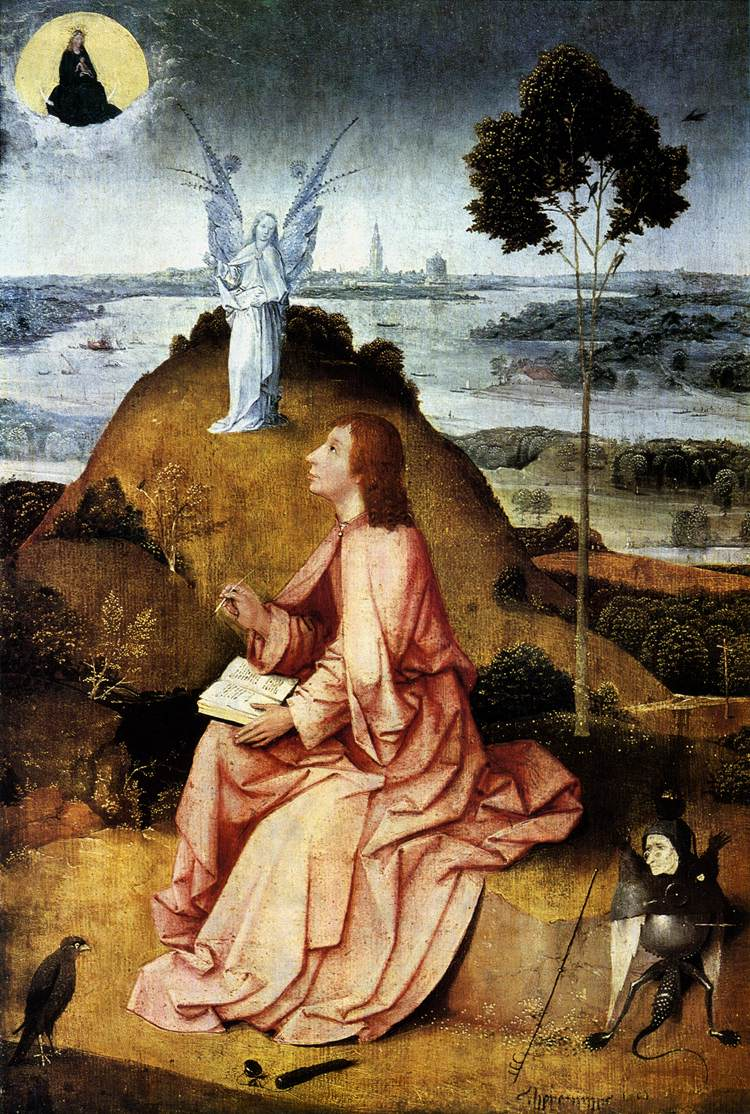
Saint Jean l'Évangéliste à Patmos (Gemäldegalerie, Berlin) de Jérôme Bosch, un membre de l'Illustre Confrérie de Notre-Dame.

Au début du XIVe siècle, l'Illustre Confrérie de Notre-Dame en l'honneur de Notre Dame ou de Marie fut constituée par un nombre d'ecclésiastiques et de prêtres en formation (clerici et scolares) pour répondre à l'émergence de la dévotion mariale dans la ville.  Par un acte fondateur, conservé dans ses archives, la Confrérie reçut des statuts en 1318.
Ces membres se réunissaient dans une chapelle de l'église Saint-Jean, où ils célébraient les vêpres. Plus tard, ils construisirent, et à deux reprises, une nouvelle chapelle ; la dernière d'entre elles est la chapelle du Saint-Sacrement actuelle, à côté du déambulatoire.  En plus d'être active dans le domaine du culte marial, la Confrérie l'était dans le domaine du secours aux pauvres.  En outre, la Confrérie contribua, depuis le XIVe siècle, au développement de Bois-le-Duc comme centre majeur de la musique du Moyen Âge tardif.  Au XVe siècle, une augmentation énorme du nombre de membres se produisit en raison du fait que l'on recrutait aussi loin qu'en Belgique et en Allemagne actuelles, mais en partie aussi en raison de l'acceptation de membres externes.  Au cours du XVIe siècle, le nombre de membres chuta de façon spectaculaire, alors que l'élément de dévotion spirituelle perdait de son importance. 
Initialement, seuls les membres du clergé pouvaient s'affilier à la société. À partir de 1371, d'autres, y compris des femmes, étaient admis.  Pour distinguer les membres issus du clergé des laïques, les premiers étaient appelés frères jurés, les seconds membres externes.  Frère juré, on ne le devenait que sur invitation, et non avant d'avoir reçu la tonsure.  Pour le bien de tous ses membres, y compris les externes, ce groupe de jurés célébrait une fois par semaine une messe dans la chapelle de la Confrérie à la cathédrale Saint-Jean, richement décorée et dédiée au Saint-Sacrement.  En outre, les jurés se réunissaient plusieurs fois par an.  De plus, la coutume était que chaque juré faisait, comme hôte, de temps à autre un repas pour ses frères.  À partir de 1384, on servait des cygnes aux Frères lors des repas communs, qui étaient pour la plupart offerts par la haute noblesse.  Dès 1488, ces donateurs recevaient le nom de Frères des cygnes.  De cette façon, les nobles de l'intérieur et de l'extérieur de la ville pouvaient s'affilier à une confrérie dont le prestige allait croissant.  Peu après, le don d'un cygne fut déconnecté du titre « frère des cygnes ».  Guillaume d'Orange est un des membres entrant dans cette catégorie.  Depuis 1520, la Confrérie ne pouvait compter que quatre Frères des cygnes à part entière à la fois.  Toutefois, on aboutit rapidement à modifier cette disposition.
La société jouait un rôle important dans la distribution des indulgences, reçues du pape et des évêques, qu'elle partageait avec ses membres, c'est-à-dire les jurés autant que les membres externes.
Entre 1460 et 1530, la Confrérie connut son apogée : chaque année, des centaines voulaient s'inscrire comme membres externes.  Les nouveaux membres venaient non seulement de Bois-le-Duc, mais aussi d'ailleurs : ainsi se présentèrent de nombreux Espagnols, souvent de hauts fonctionnaires, arrivés aux Pays-Bas en marchant sur les traces de leur souverain, Philippe le Beau (et, après lui, Charles Quint), et de sa suite.  Grâce à cette croissance, la Confrérie reçut plus de ressources financières.  Cet argent était destiné à d'importantes commandes, comme le retable sculpté, achevé en 1477 par un sculpteur originaire d'Utrecht, Adriaen van Wesel, dont deux fragments sont conservés à la Maison des Frères des cygnes.  Au début des années 1480, la Confrérie trouva un logement dans un immeuble qui lui appartenait.  À la fin du Moyen Âge, quoique ayant toujours un fort penchant pour la religion, la Confrérie fonctionnait comme une institution que l'on appellerait de nos jours une société.

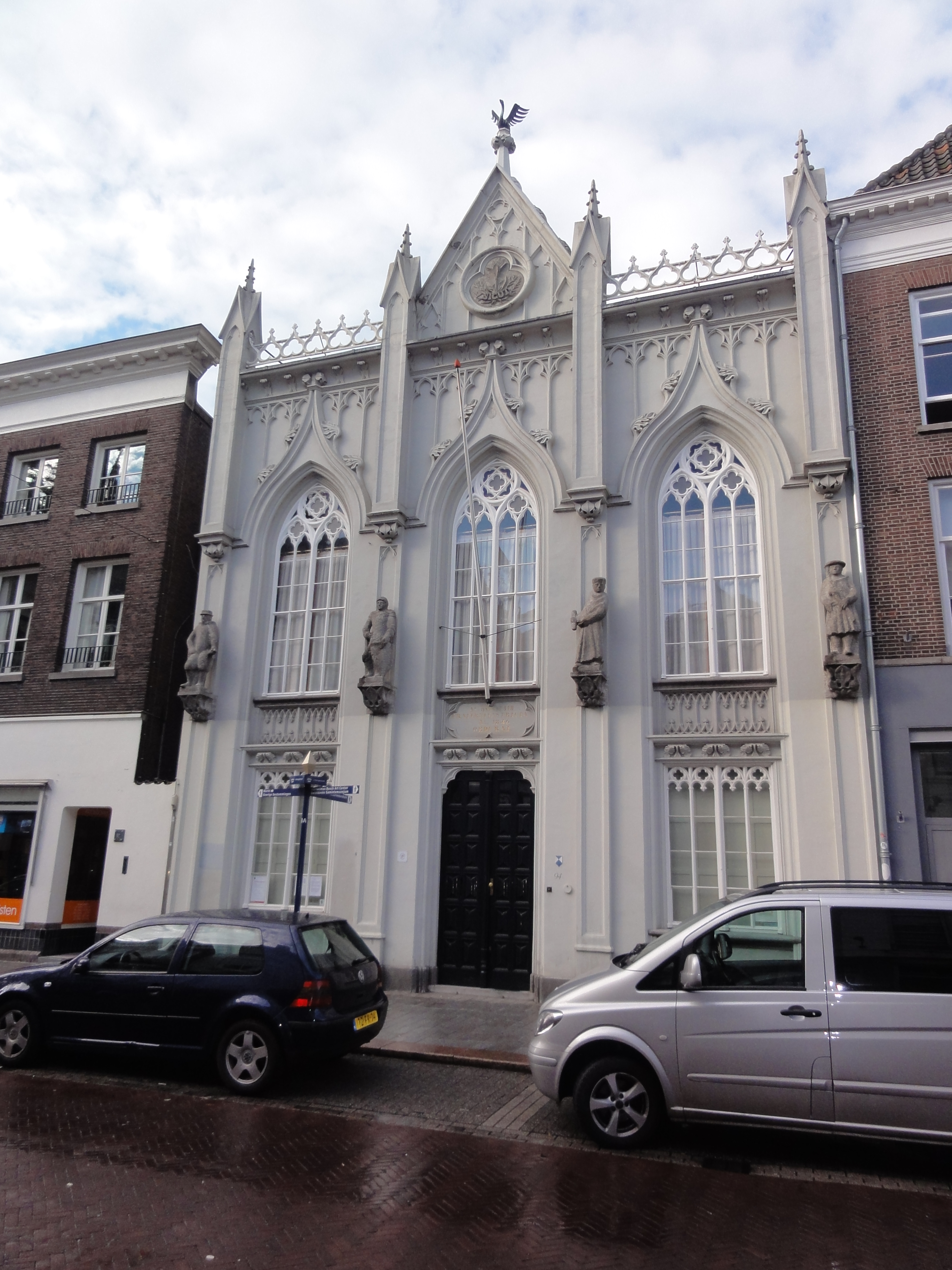
La maison actuelle de l'Illustre Confrérie de Notre-Dame fut construite d'après les plans de l'architecte Jacobus Henricus Laffertee en 1846-1847.

Les réunions dans leur maison, sous l'aspect de repas agrémentés de musique, allaient jouer un rôle plus important.  Aux XVe et XVIe siècles, on comptait parmi les membres de la Confrérie des gens aussi prestigieux et célèbres que le peintre Jérôme Bosch ou le prince Guillaume d'Orange.  En outre, des lignages importants, tels que les Nassau, les Egmond, les Wassenaer, les Brederode, les Bronkhorst ou les Bylandt, étaient représentés au sein de la Confrérie. 
Après 1520, le nombre d'inscriptions diminua rapidement. Pendant la guerre de Quatre-Vingts Ans, la Confrérie passa des moments difficiles, mais la prise de Bois-le-Duc par Frédéric-Henri d'Orange-Nassau en 1629 ne mit pas fin à son existence. Elle en changea néanmoins radicalement le caractère. En 1641, la Confrérie agréa la demande d'admission du gouverneur protestant de Bois-le-Duc et de plusieurs de ses amis.  De nouveaux statuts stipulaient, entre autres, que la Confrérie serait constituée de 18 membres (frères) de confession catholique romaine et autant de croyance réformée, une disposition qui est encore en vigueur. En général, il s'agissait de personnes occupant une position importante dans la société.  Aussi accordait-on aux personnages royaux le titre honorifique de « frère des cygnes », comme ce fut le cas de la reine Beatrix des Pays-Bas et de Willem-Alexander, en tant que prince héritier, à l'époque moderne.  Même la reine Juliana et le prince Bernhard devinrent membres de cette confrérie.  À l'heure actuelle, trois membres de la famille royale portent ce titre ; ils sont les seuls autorisés à le porter.  Outre les 36 frères protestants et catholiques, la Confrérie se compose de membres candidats et de candidandi,.
L'Illustre Confrérie de Notre-Dame s'investit dans la sauvegarde de son héritage culturel séculaire (aussi bien le patrimoine immobilier que les objets mobiliers). Elle tente de promouvoir la solidarité chrétienne et de renforcer les liens fraternels, bien qu'elle reste attentive à l'évolution et aux problèmes des temps modernes. 
Des contributions sous forme de cotisations annuelles et de dons de membres de la Confrérie, la majeure partie sert à la réalisation de son idéal et de ses fins culturelles ainsi que pour maintenir la Maison des Frères des cygnes et sa collection.
L’emblème de cette compagnie élitaire est le lis entre les épines qui correspond à sa devise « Sicut Lilium inter Spinas » (Comme un lis au milieu des épines), une phrase du Cantique des Cantiques qui était interprétée comme une illustration de la Mère de Dieu.

## La Maison des Frères des cygnes
Depuis 1483, la Confrérie possède une maison (la Zwanenbroedershuis) dans la rue Hinthamer à Bois-le-Duc, située à environ 100 mètres de la cathédrale Saint-Jean et donc près de la chapelle.  La maison d'origine, dont une partie avait été reconstruite au XVIe siècle dans le style Renaissance, s'effondra en 1839.  En 1846-1847 fut construite, au même endroit, la maison actuelle de style néogothique, due à l'architecte Jacobus Henricus Laffertee ; c'est un exemple précoce de l'architecture néogothique au royaume des Pays-Bas, autant par la conception de l'extérieur que par celle de l'intérieur.  Servant également de musée, la maison, entretemps devenue un monument national, est répertoriée dans le Registre néerlandais des musées (Nederlands Museumregister),. 

## Archives

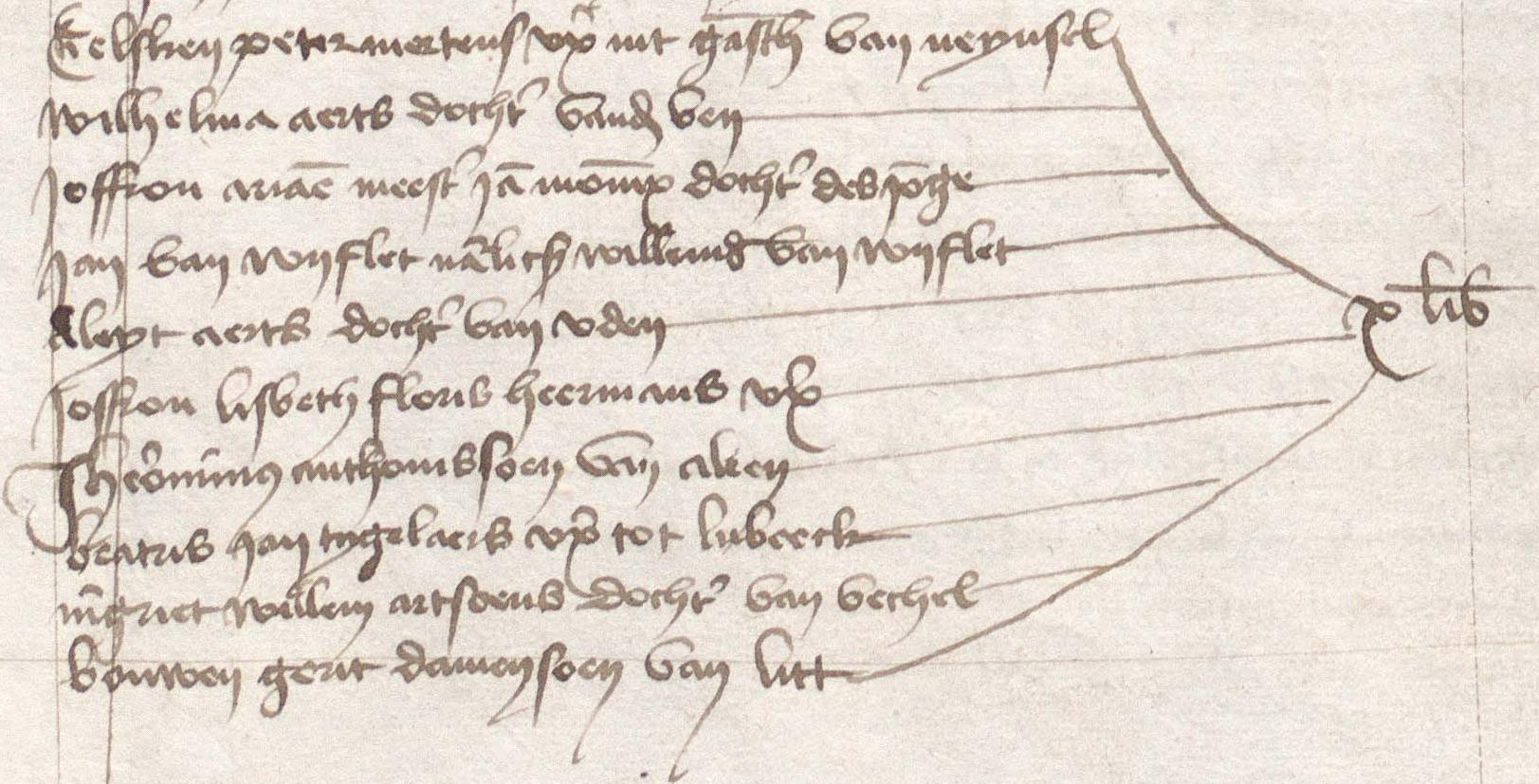
Inscriptions de nouveaux membres de la Confrérie, dont le peintre Jérôme Bosch

Les membres de la Confrérie venaient de toute l'Europe occidentale, mais surtout des Pays-Bas et des zones allemandes adjacentes.  Leurs noms sont enregistrés dans des livres de comptes qui couvrent une période s'étendant de 1329 à 1620.  Les noms des membres apparaissent en principe deux fois dans les comptes : d'abord, lors du paiement de leur première cotisation et, plus tard, au moment où leurs frais funéraires sont acquittés. 
Les archives de la Confrérie ont été déposées au Centre d'information historique de Brabant (Brabants Historisch Informatie Centrum) à Bois-le-Duc.  Les comptes, les armoriaux et de nombreux livres de chœur ont été numérisés et sont disponibles en ligne : le répertoire peut être consulté sur le site web www.bhic.nl. 
Les collections du Zwanenbroedershuis comprennent, entre autres, quelques livres de chœur manuscrits du XVIe siècle, provenant de son copiste Philippus de Spina ainsi que du scriptorium de Petrus Alamire.  Ces livres de chœur ont été écrits par des chanteurs de la Confrérie et contiennent de nombreux motets et messes de compositeurs de la Renaissance, tels que Pierre de La Rue, Nicolas Champion, Adrien Willaert et Jean Mouton. 

## Quelques membres éminents
- Jérôme Bosch (vers 1450-1516), peintre
- Nycasius de Clibano (fl. 1457-1497), compositeur et chanteur
- Jheronimus de Clibano (vers 1459-1503), compositeur et chanteur
- Simon van Coudenborch, compositeur
- Alart Duhameel (vers 1450-1506), architecte
- Frédéric d'Egmont (vers 1440-1521), comte de Buren et de Leerdam
- Jan Heyns (en) (†1516), architecte
- Pieter van Os (†1542), historien et secrétaire de la ville

## Ressources

### Sources
- (nl) Cet article est partiellement ou en totalité issu de l’article de Wikipédia en néerlandais intitulé « Illustre Lieve Vrouwe Broederschap » (voir la liste des auteurs).
- (nl) Brabants Historisch Informatie Centrum, [En ligne], [s. d.], réf. du 17 octobre 2014.  [www.bhic.nl] [BHIC, Centre d'information historique du Brabant].
- (nl) « De Illustre Lieve Vrouwe Broederschap », in : Museum Het Zwanenbroedershuis (MHZ), [En ligne], 2014, réf. du 16 octobre 2014.  [www.zwanenbroedershuis.nl] [musée des Frères des cygnes à Bois-le-Duc].
- (nl) DIJCK (van), Godfried Christiaan Maria.  Op zoek naar Jheronimus van Aken alias Bosch: de feiten: familie, vrienden en opdrachtgevers, Zaltbommel, Europese Bibliotheek, 2001 (ISBN 978-90-288-2687-8).
- (fr) ELSIG, Frédéric.  « La postérité de Jheronimus Bosch : le cas de Gielis Panhedel », in : SCHOUTE, Roger, et Anne DUBOIS (dir.), La Peinture ancienne et ses procédés : copies, répliques, pastiches, Louvain, Peeters Publishers, 2006, p. 36  (ISBN 978-90-429-1776-7).
- (nl) WETZER, A.F.A.M. (Ton) (dir.).  « Zwanenbroedershuis (1318 - heden (Hinthamerstraat 94) », in : Bossche Encyclopedie, [En ligne], version 8.3, 2003-2011.  [www.bossche-encyclopedie.nl].